# Andreas Fischer (Regisseur)
Andreas Fischer (* 1961 in Bonn) ist ein deutscher Filmemacher, Fotograf und Schriftsteller. 

## Leben
Andreas Fischer wuchs in Troisdorf auf, wo er  das Heinrich-Böll-Gymnasium besuchte, an dem er 1981 das Abitur absolvierte. 
Nach Zivildienst und Fotografenausbildung studierte Fischer, der seit 1982 Dokumentar- und Kurzspielfilme für Kino und Fernsehen produziert, von 1984 bis 1992 Filmwissenschaft, Psychologie und Ethnologie in Köln und Berlin. Von 1993 bis 1995 war er Lehrbeauftragter am Theaterwissenschaftlichen Institut der FU Berlin. 1992 erfolgte die Gründung der Moraki Film GmbH mit Sitz in Berlin. Von 1999 bis 2004 war er künstlerisch-wissenschaftlicher Mitarbeiter an der Kunsthochschule für Medien Köln im Fachbereich Fernsehen/Film.  
Fischers erster Kurzfilm Ladenschluss dokumentiert die Aufgabe des elterlichen Fotogeschäfts in Troisdorf. Weitere Kurzfilme folgten. Seit den 1990er Jahren produzierte Fischer zahlreiche Dokumentarfilme. Diese zeichnen sich insbesondere durch intensiv geführte Interviews mit Zeitzeugen aus. Ein Themenschwerpunkt stellt die Weitergabe von Kriegstraumata in Familiensystemen dar, die er zum Beispiel in den Filmen Söhne ohne Väter und Der Hamburger Feuersturm 1943 darstellt.
1997 erhielt er den Murnau-Kurzfilmpreis für den Kurzspielfilm Solo Talent.
2022 erschien mit dem autobiographisch grundierten Roman Die Königin von Troisdorf. Wie der Endsieg ausblieb Fischers erstes Buch.
Andreas Fischer lebt in Berlin.

## Filmografie
- 1982: Ladenschluss
- 1985: Wer unterm Weihnachtsbaum singen will, muss auch ins Fischbrötchen beißen
- 1986: Die Welt braucht mehr Herz
- 1987: Kurt
- 1987: Der Pinocchio-Effekt bleibt aus / Hampelmann ist Hampelmann
- 1988: Zweiundneunzigmalseinzusein
- 1990: Küchenbank des Grauens
- 1990: Im Schatten der Gigantin
- 1990: Lindenhotel
- 1991: Lockruf des Blutes
- 1993: Kurt Matzner – Jahrgang 1900
- 1994: Die Geschichte von der Trans-Ural-Photogesellschaft
- 1995: Von den dunklen Zeiten zwischen Sprossenwand und Reck
- 1995: Solo Talent
- 1998: Sonntagsbesuche: Berlin
- 1998: Nachricht des Herzens
- 2003: Contergan: Die Eltern
- 2003: Im Bunker
- 2007: Söhne ohne Väter: Vom Verlust der Kriegsgeneration
- 2008: Die Les Humphries Singers: Aufstieg und Fall einer Poplegende
- 2008: Der Hamburger Feuersturm 1943. Teil 1
- 2009: Der Hamburger Feuersturm 1943.Teil 2
- 2010: Generation Tri Top
- 2016: Töchter ohne Väter

## Einzeltitel
- Die Königin von Troisdorf. Wie der Endsieg ausblieb. Roman. 473 Seiten. eschen 4 Verlag, Berlin 2022.